# La Losa
La Losa é um município da Espanha na província de Segóvia, comunidade autónoma de Castela e Leão, de área 42 km² com população de 505 habitantes (2007) e densidade populacional de 15,83 hab/km².

## Demografia
| Variação demográfica do município entre 1991 e 2004 | Variação demográfica do município entre 1991 e 2004 | Variação demográfica do município entre 1991 e 2004 | Variação demográfica do município entre 1991 e 2004 |
| --------------------------------------------------- | --------------------------------------------------- | --------------------------------------------------- | --------------------------------------------------- |
| 1991                                                | 1996                                                | 2001                                                | 2004                                                |
| 286                                                 | 362                                                 | 393                                                 | 445                                                 |